# Eva Ekdahl
Eva Ekdahl, född 1946, är en svensk musiker och musikpedagog.

## Biografi
Ekdahl utbildades till musiklärare vid Kungliga Musikhögskolan i Stockholm, där hon bland annat studerade kördirigering för professor Eric Ericson. Eva Ekdahl har varit verksam som musiklärare sedan 1968. 1972 började hon vid Stockholms musikklasser och har sedan 1979 arbetat på Adolf Fredriks Musikklasser. Under tio år var hon workshopsledare vid den årligen återkommande Barnkörstämman, där sexhundra barn och ungdomar samlades under ett veckoslut och sjöng tillsammans.
Eva Ekdahl utsågs till Årets barn- och ungdomskörledare 1998, har varit aktiv styrelseledamot i UNGiKÖR och i den svenska och nordiska muiskpedagogiska unionen underställd ISME (International Society of Music Education).